# ファルマー駅
ファルマー駅（ファルマーえき、英語: Falmer railway station）は、英国イングランド、イースト・サセックス州ブライトン・アンド・ホヴのファルマー村にあるサザン（ゴヴィア・テムズリンク・レールウェイ）、イースト・コーストウェイ線の鉄道駅。

## 歴史
- 1846年6月8日 - ブライトン・ルイス・アンド・ヘイスティングス鉄道の駅として開業。
- 1865年8月1日 - 現在の場所に移転。

## 運行頻度
オフピーク時間の列車の運行頻度は次の通りである。
- ネットワーク・レール（ゴヴィア・テムズリンク・レールウェイ（「サザン」ブランド）による運行）
  - ブライトン駅方面　毎時6本
  - シーフォード駅方面　毎時2本
  - オア駅方面　毎時1本
  - ヘイスティングス駅方面　毎時1本
  - ルイス駅方面　毎時1本

## 駅構造
相対式2面2線のホームを持つ地上駅。改札口がホーム両側にそれぞれ1箇所ずつ設置されており、ホーム間は跨線橋によって結ばれている。

### のりば
| のりば | 路線                        | 方向 | 行先                             |
| ------ | --------------------------- | ---- | -------------------------------- |
| 1      | ■イースト・コーストウェイ線 | 上り | ブライトン方面                   |
| 2      | ■イースト・コーストウェイ線 | 下り | イーストボーン・シーフォード方面 |

## 駅周辺
- ブライトン大学ファルマー・キャンパス
- サセックス大学
- ファルマー・スタジアム - ブライトン・アンド・ホーヴ・アルビオンFCのホームスタジアム

## 隣の駅
ネットワーク・レール
イースト・コーストウェイ線
■ サザン（ゴヴィア・テムズリンク・レールウェイ）
モールスコム駅 - ファルマー駅 - ルイス駅